# 타키온 응축

입자물리학에서, 거시 계에서의 "응축"과 유사한 개념을 도입해서 입자 혹은 장을 기술할 때의 난점을 제거하고 현상론적으로 더 이해하기 쉽게 만들어주는 이론적인 기법이 자주 쓰이는데, 이러한 것도 같은 용어를 써서 "응축"이라고 부른다. 특히, 타키온 응축(Tachyon condensation)은 물리적으로 해석이 어렵고 많은 물리학자들이 존재하지 않는다고 믿기도 하는 타키온 상태를 자연스럽게 제거하는 설명 방식이다.

## 이론적 개괄
타키온 응축은 복소수 질량을 갖는 타키온적인 장—통상적으로 스칼라장—이 진공 기댓값을 가지며 퍼텐셜 에너지의 최솟값에 도달하는 과정이다. 이것은 장이 퍼텐셜의 국소 최대점에서 타키온(불안정)일 때, 최소점 근처에서는 음이 아닌 안정한 질량 제곱을 갖게 된다는 것이다.
타키온의 등장은 어떠한 이론에서도 잠재적으로 치명적인 문제가 될 수 있는데, 이를테면 응축되는 타키온 장은 자발대칭파괴가 된다. 예를 들면 응집물질물리학에서 강자성, 입자물리학 표준모형에서의 전자기약 대칭성을 깨는 힉스 메커니즘 등이 이에 해당한다.

## 응축의 과정
타키온의 허수 질량이라는 개념이 다소 혼란스럽지만 여기서 실제로 양자화 되는 것은 스칼라장이다. 여기서 타키온의 양자장에서 공간꼴 간격으로 떨어진 지점 사이의 장의 연산자가 여전히 교환(혹은 엇교환)관계를 만족하기 때문에 인과율은 보존되며 따라서 정보는 빛보다 빨리 전파되지 않는다. "복소 질량"의 의미는 계가 불안정하며 해가 지수승으로 커진다는 뜻이지 초광속으로 움직인다는 뜻이 아니다(따라서 인과율의 위배는 없다). 타키온 응축은 물리계를 타키온이 존재하지 않는 안정된 상태로 향하게 하는 것이다. 이때 영의 값을 갖는 장은 국소 최저점에서의 값이며 퍼텐셜 에너지의 국소값은 아니다. 이것은 언덕 꼭대기에 놓인 구슬과 유사하게 생각할 수 있는데, (양자 요동 때문에 언제나 일어나는) 미세한 건드림이 지수승으로 커지는 진폭과 함께 장을 국소 최저점으로 내려가게 한다. 타키온 장이 퍼텐셜의 최저점에 도달하면 그 양자는 더 이상 타키온이 아니며 힉스 보존과 같은 양수 제곱 질량을 갖게 된다.

## 끈이론에서의 타키온 응축
1990년대 후반에 끈이론 학자 아쇼케 센은 D막에 부착된 열린 끈으로 전달되는 타키온은 D막이 소멸되는 불안정성을 나타낸다는 가설을 발표했다. 이때 타키온으로 전달되는 총에너지량은 끈 장론에서 계산가능한데, 그것은 D막의 총에너지와 같음을 보일 수 있으며 센의 가설은 그 밖의 다른 조건들도 만족하도록 설명하고 있다. 이것으로도 타키온의 개념은 2000년대 초반에 들어 다시 부각되게 된다.
닫힌 끈 타키온 응축의 특징은 더욱 미묘하다. 꼬인 닫힌 끈에서의 타키온 동역학은 아담스, 폴친스키, 실버스타인에 의해, 그리고 더 확장된 영역에 의한 것 또한 다른 학자들에 의해 주어졌다. 26차원의 보존 끈 이론에서의 닫힌 끈 타키온의 진행 경과는 여전히 밝혀져 있지 않으며 연구 중에 있다.

## 같이 보기
- 보스-아인슈타인 응축